# Oedebasis malagasy
Oedebasis malagasy är en fjärilsart som beskrevs av Pierre E.L. Viette 1972. Oedebasis malagasy ingår i släktet Oedebasis och familjen nattflyn. Inga underarter finns listade i Catalogue of Life.